# Château de la Guette (Villeneuve-Saint-Denis)
Le château de la Guette est un château situé sur la commune de Villeneuve-Saint-Denis dans le département de Seine-et-Marne.

## Historique
L'origine du château remonte au XIIe siècle. En 1307, il est la propriété de Dreux la Guette, valet de chambre du roi Philippe le Bel. Il passe ensuite à Jean le Grand, bâtard du roi.
Au XVIe siècle, il appartient à Jean de la Guette, puis il passe à Jean Davy, frère du cardinal du Perron.
Bonit François Broc, président aux requêtes, en est propriétaire en 1626.
Le 7 septembre 1751, François Pierre Martin de Vaucresson, premier avocat général en la cour des aides, et Anne Charlotte Fenel son épouse, domiciliés à Paris, vendent la seigneurie de La Guette, le château et ses meubles à Jacques Passelaigne, écuyer, et Marie Henriette Veillet son épouse, domiciliés à Meaux .
Le comte de Sénélé en est propriétaire au XIXe siècle.
Dans les années 1920, Renée Saffroy en devient propriétaire.
La famille Rothschild en devient ensuite propriétaire. En 1939, à la suite de la Nuit de Cristal, la baronne Germaine de Rothschild met le château de la Guette à disposition pour y accueillir des enfants juifs orphelins d'Allemagne et d'Autriche. Ainsi, en 1939, 130 enfants juifs d’origine allemande et autrichienne rescapés de la Nuit de Cristal seront accueillis par une équipe composée du pédadogue franco-autrichien Alfred Brauner, du médecin Françoise Brauner et du militant autrichien Harry Spiegel, qui vont se charger de « réadapter » ces enfants, souvent orphelins,.
À partir de 1941, le château passe sous le contrôle de l’État et devient une maison d'enfants et colonies de vacances du Secours national, organisme parrainé par le maréchal Pétain. Elle est dirigée par Germaine Le Hénaff. Alors que le château de la Guette est officiellement en alignement avec la doctrine de la révolution nationale, celle-ci est en contact avec la Résistance intérieure, et cache des jeunes enfants juifs sous des noms d'emprunt, sans informer le reste de l'équipe du château. Elle reçoit pour cela le titre de Juste parmi les Nations en 1986.
Actuellement, le château est aménagé en 32 logements sociaux.